# Iferni
Iferni (en àrab إفرني, Ifarnī; en amazic ⵉⴼⴻⵔⵏⵉ) és una comuna rural de la província de Driouch, a la regió de L'Oriental, al Marroc. Segons el cens de 2014 tenia una població total de 6.365 persones.